# Municipi de Varakļāni
El municipi de Varakļāni (en letó: Varakļānu novads) és un dels 36 municipis de Letònia, que es troba localitzat al centre del país bàltic, i que té com a capital la localitat de Varakļāni. El municipi va ser creat després d'una reorganització territorial del 2020.

## Ciutats i zones rurals
- Murmastienes pagasts (zona rural)
- Varakļāni (ciutat)
- Varakļānu pagasts (zona rural)

## Població i territori
La seva població està composta per un total de 3.941 persones (2009). La superfície del municipi té uns 279 kilòmetres quadrats, i la densitat poblacional és de 14,13 habitants per kilòmetre quadrat.